# Factory I/O
Factory I/O ist ein Simulations- und Visualisierungsprogramm für Speicherprogrammierbare Steuerungen (SPS) des Herstellers Real Games, dessen erste Version am 1. Juli 2014 veröffentlicht wurde.

## Funktion
Mit der Software können virtuelle 3D-Ansichten von Fertigungsstraßen und Produktionsanlagen anhand vordefinierter Werkstücke und Anlagenteile aufgebaut werden. Zur Auswahl stehen u. a. Sensoren wie Lichtschranken, QR-Code-Scanner, Aktoren wie Schalter, Potentiometer und Anzeigen, Transporttechnik wie Rollenförderer, Drehtische und Schieber und komplexe Maschinen wie Aufzüge, Pick-and-Place und Wassertank.
Die Komponenten der Fabrik können mit verschiedenen Speicherprogrammierbare Steuerungen verknüpft werden. Es werden Anlagen der Hersteller Allen-Bradley und Siemens unterstützt, sowie Modbus, OPC, WinSPS sowie Automgen. Die physisch vorhandene SPS kann über ein Rechnernetz mit der Simulation verbunden werden. Auf der SPS wird die Software zur Anlagensteuerung ausgeführt und die Simulationssoftware bezieht über Adressen die Zustände der SPS bzw. übermittelt simulierte Werte. Das Ergebnis der Steuerung wird durch Bewegung und Animation in der virtuellen Fabrik visualisiert.